# 9855 Thomasdick
9855 Thomasdick eller 1991 CU är en asteroid i huvudbältet som upptäcktes den 7 februari 1991 av den australiensiske astronomen Robert H. McNaught vid Siding Spring-observatoriet. Den är uppkallad efter den brittiske astronomen Thomas Dick.
Asteroiden har en diameter på ungefär 6 kilometer.